# Orosienie
Orosienie (flegma, refluks, powrót, odciek) – część pary opuszczającej kolumnę rektyfikacyjną, skroplona w deflegmatorze i zawracana na górę kolumny; pozostała część pary, po przejściu przez skraplacz, jest odbierana jako destylat (rektyfikat). 
Orosienie, spływając w dół w przeciwprądzie do pary, wzbogaca ją w składnik bardziej lotny. W niektórych procesach rektyfikacyjnych do orosienia dodaje się tak zwanej cieczy surowej.